# Bupleurum orientale
Bupleurum orientale là một loài thực vật có hoa trong họ Hoa tán. Loài này được Snogerup mô tả khoa học đầu tiên năm 1971.